# Czarna (Łańcut járás)

Czarna falu Łańcut járásban, a Kárpátaljai vajdaságban, Lengyelország délkeleti részén. 
Székhelye Gmina Czarna, Łańcut járás, amely a Łańcut járásban lévő Czarna vidéki gmina (község) központja. A járási székhelytől,  Łańcuttól 7 kilométernyire északnyugatra fekszik, a régió központjától, Rzeszówtól 16 km-nyire északkeletre található. 
A településen 1600-an élnek.

## Fordítás
Ez a szócikk részben vagy egészben  a   Czarna Łańcut County című angol Wikipédia-szócikk ezen változatának fordításán alapul.  Az eredeti cikk szerkesztőit annak laptörténete sorolja fel. Ez a jelzés csupán a megfogalmazás eredetét és a szerzői jogokat jelzi, nem szolgál a cikkben szereplő információk forrásmegjelöléseként.